# Hôtel du Gouverneur (Nouvelle-Écosse)
Pour les articles homonymes, voir Hôtel du Gouverneur.
L'hôtel du Gouverneur (Government House) est la résidence officielle du gouverneur de Nouvelle-Écosse au Canada. Il a été désigné lie historique national en 1982 et inscrit bien patrimonial provincial en 1983,.
Le bâtiment, qui est la plus ancienne résidence officielle du Canada, a été construit entre 1800 et 1807, et est situé 1451 Barrington Street à Halifax.

## Historique

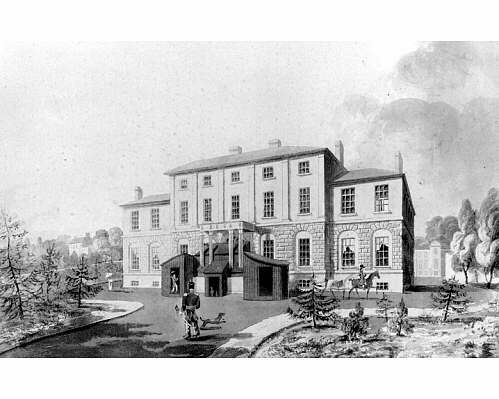
L'Hôtel du gouverneur en 1819

La construction de l'hôtel du Gouverneur a été ordonnée en 1800 par le gouverneur John Wentworth. Le premier résident royal a été en 1860 le prince Edward, qui deviendra par la suite Édouard VII. Il a été suivi par d'autres, dont Arthur du Royaume-Uni en 1869, le prince George (futur George V) en 1883 et 1901, le prince Albert (George VI) en 1913 et 1939, et la reine Élisabeth II en 1967 et 1979, le prince Charles et la princesse Diana en 1983, le prince Andrew en 1985 et le prince Edward en 1987. Plusieurs ministres des finances y ont aussi résidé lors du sommet du G7 en 1995.